# 츠무트

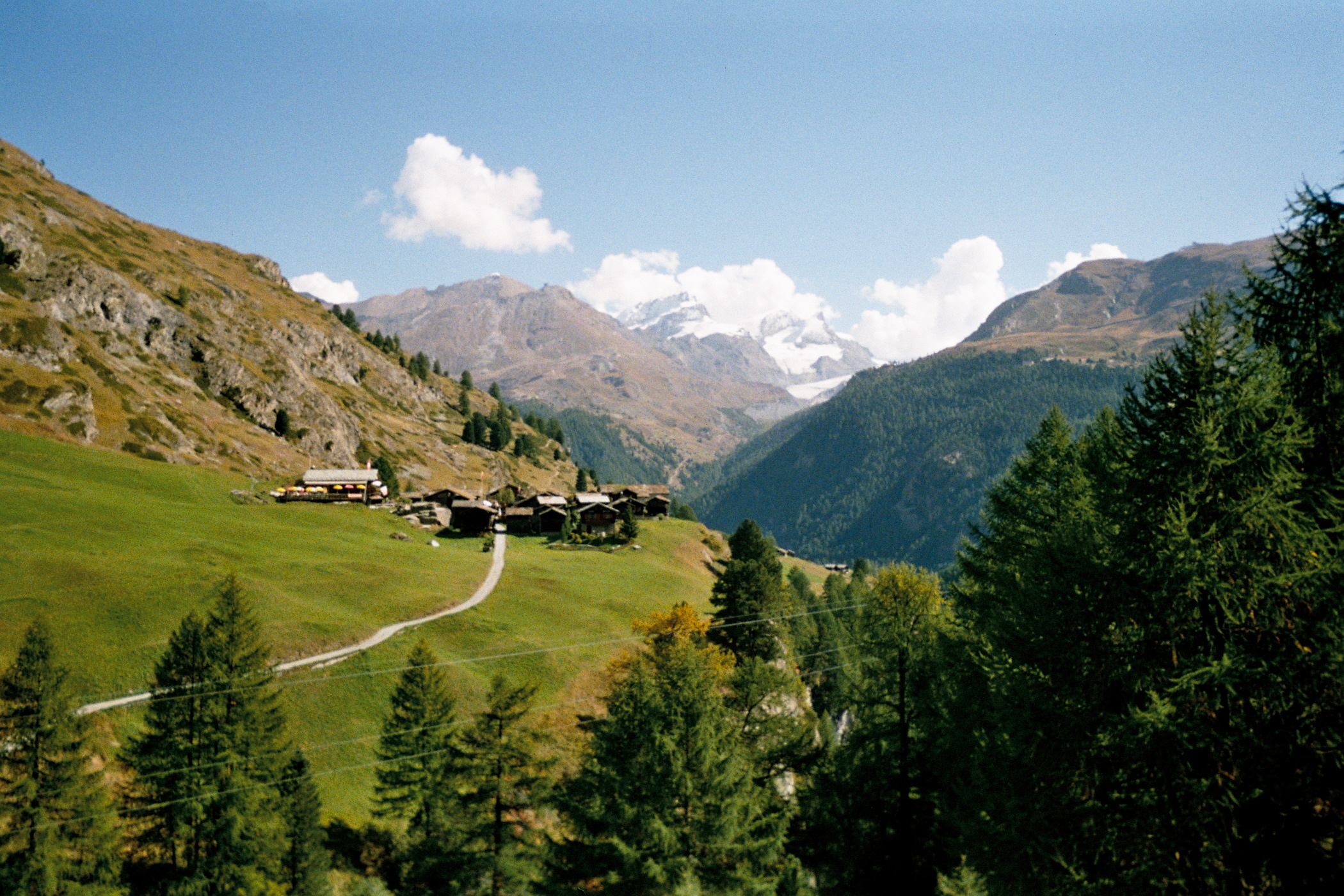
츠무트 마을

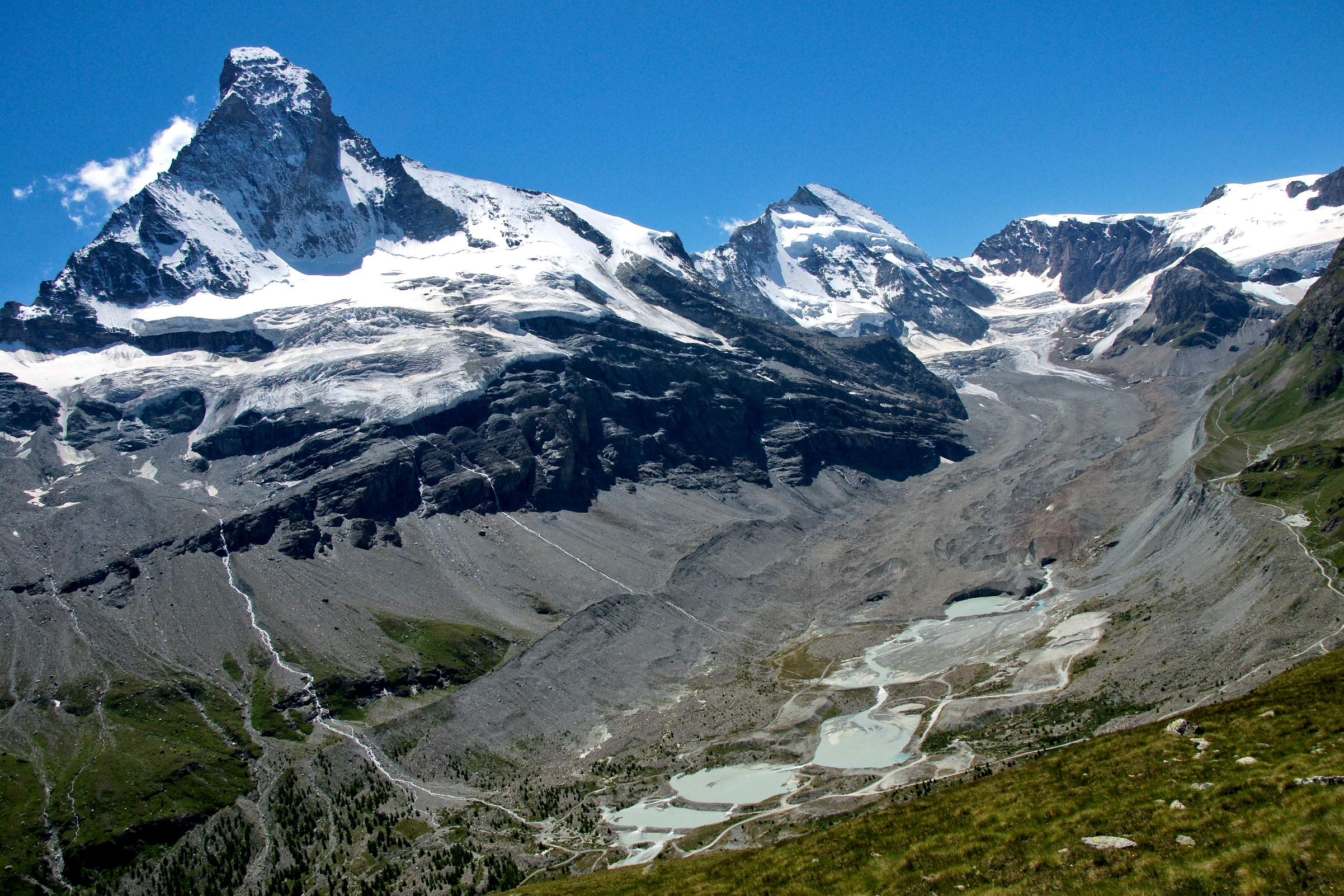
츠무트 계곡

츠무트(Zmutt, Z'mutt, Z'Mutt, Z-Mutt라고도 함)는 스위스 발레주의 체르마트 서쪽 츠무트 계곡(츠무탈)의 해발 1,936m에 위치한 체르마트 시정촌에 딸린 작은 마을이다. 마을 예배당은 발레주의 후원자인 알렉산드리아의 성 캐서린에게 헌정되었다. 계곡은 마터호른의 북쪽 경사면을 지나 이탈리아의 아오스타 계곡과 접하는 츠무트 빙하에서 끝난다.
1964년에 건설된 츠무트댐은 높이가 74m이고 용량이 850,000m³이다. 이 댐은 츠무트, 비스, 샬리 및 고르너 빙하로부터 물을 공급받는다.